# Магниторецепция
Магниторецепция (употребление термина известно с 1972 года, англ. magnetoreception, также magnetoception) — это чувство, которое даёт организму возможность ощущать магнитное поле, что позволяет определять направление движения, высоту или местоположение на местности. Это чувство рассматривается как объяснение феномена бионавигации у беспозвоночных и насекомых, а также как средство развития у животных ориентирования в региональных экосистемах. При применении магниторецепции как средства и способа навигации, организм имеет дело с обнаружением магнитного поля Земли и его направления.
Магниторецепцию наблюдали у бактерий, у таких беспозвоночных, как плодовые мухи, лобстеры и медоносные пчелы. Это ощущение присутствует и у некоторых позвоночных, в частности — птиц, черепах, акул и некоторых скатов. Утверждение о присутствии магниторецепции у человека является спорным.

## Предложенные объяснения феномена
Недвусмысленная демонстрация использования живыми организмами магнитных полей для ориентации в пространстве проявилась у определённого класса бактерий, известного как магнитотактические бактерии. Эти микроорганизмы демонстрируют бихевиоральный феномен, известный под термином магнитотаксис, который заключается в том, что бактерия ориентируется и корректирует направление своего движения вдоль линий магнитного поля Земли. Такие бактерии имеют магнитосомы — частицы магнетита или сульфида железа, расположенные внутри бактериальных клеток. Каждая отдельная бактериальная клетка работает, фактически, как магнитный диполь. Они объединяются в цепочки, в которых дипольный момент каждой магнитосомы выравнивается параллельно со всеми остальными, тем самым предоставляя такой бактерии перманентные магнитные характеристики. Эти цепочки формируются симметрично, что позволяет сохранить кристаллическую структуру клеток. Считается, что такие бактерии имеют перманентную магнитную чувствительность.
Механизм действия магниторецепции у животных остаётся неясным, однако существуют две главные гипотезы, способные объяснить это явление. По одной из моделей, если подвергать криптохромы освещению светом синего спектра, они активизируются и формируют пару из двух радикалов (молекул с единственным неспаренным электроном), причём спины таких двух непарных электронов коррелируют между собой. Окружающее магнитное поле оказывает влияние на проявление этой корреляции (параллельная или антипараллельная), а это, в свою очередь, влияет на продолжительность времени, в течение которого криптохромы остаются в своём активированном состоянии. Активация криптохромов может повлечь изменение чувствительности нейронов сетчатки, а как результат — птица может «увидеть» магнитное поле. Магнитное поле Земли составляет всего 50 мкТл (0,5 Гс), а потому очень трудно понять, каким образом оно может вызывать любые химические изменения, кроме тех, при которых оно оказывает влияние на слабые магнитные поля между парами радикалов. Именно поэтому криптохромы считаются определяющими для светозависимой способности плодовой мухи Drosophila melanogaster чувствовать магнитные поля.
Другая предложенная модель механизма магниторецепции базируется вокруг Fe3O4, известного также как оксид железа(II, III), или магнетит, который является естественным оксидом с сильным магнетизмом. Оксид железа(II, III) остаётся постоянно намагниченным, если его длина больше 50 нм, а намагничивается он тогда, когда находится под действием магнитного поля при длине, меньшей чем 50 нм. В обоих этих случаях магнитное поле Земли, в результате физического воздействия на этот чувствительный к магнитным колебаниям оксид, вызывает образование сигналов, которые могут быть восприняты организмом.
Другим, менее распространенным типом механизма восприятия магнитных полей у животных, который был подробно описан, являются индуктивные методы (чутьё), которые используются акулами, скатами и химероподобными (хрящевые рыбы). Эти виды имеют уникальные электрорецепторные органы чувств, известные как ампулы Лоренцини, с помощью которых можно выявлять самые слабые вариации электрического потенциала. Эти органы образованы из заполненных слизью каналов, ведущих из пор в коже к небольшим мешочкам в плоти животного, которые тоже заполнены слизью. Ампулы Лоренцини способны обнаруживать потоки постоянного тока, а поэтому было высказано предположение, что эти органы чувств животные используют для распознавания слабых электрических полей добычи и хищников. Существует также вероятность, что эти органы способны чувствовать и магнитные поля, по закону Фарадея: если электропроводник движется в магнитном поле, создаётся электростатический потенциал. В этом случае проводником является животное, которое движется в магнитном поле, а потенциал, который образуется, зависит от временны́х вариаций скорости электрического потока, проходящего через проводник, согласно формуле {\displaystyle V_{ind}=-{\frac {d\Phi }{dt}}}. Эти органы способны обнаружить очень незначительные колебания в разности потенциалов между порами и основой электрорецепторного мешочка. Повышение потенциала провоцирует ослабление нервной активности, а снижение потенциала, соответственно, влечёт за собой усиление нервной активности. Такое положение вещей аналогично явлениям, что происходят в электропроводнике, по которому проходит ток: при постоянном электрическом сопротивлении канала повышение потенциала повлечёт снижение обнаруженного тока и наоборот. Упомянутые рецепторы расположены вдоль рта и носа акул и скатов.

## У беспозвоночных

### Моллюски
Моллюск Tochuina tetraquetra (ранее известный как Tritonia diomedea или Tritonia gigantea) был объектом исследований, которые проводились с целью выявить какие-то признаки, что смогли бы объяснить нервно-клеточный механизм, который является основой магниторецепции в организмах этого вида. Некоторые из самых ранних работ с особями вида Tochuina продемонстрировали, что перед наступлением полнолуния особи Tochuina спонтанно направляли свои тела в направлении геомагнитного северо-востока. С исследовательской целью был создан лабиринт в форме буквы Y, с магнитным полем, в котором правое направление отвечало геомагнитному югу, а левое — геомагнитному востоку. В рамках этого магнитного поля 80 % особей Tochuina, которые находились в лабиринте, на развилке поворачивали влево, то есть в направлении геомагнитного востока. Однако после реверсии магнитного поля, при которой магнитный север оказался на 180° от начальной точки, моллюски не отдавали явного предпочтения ни одному из доступных направлений, которые сейчас отвечали магнитному северу (правый) и магнитному востоку (левый). Хотя эти результаты и были достаточно интересными, однако они не окончательно подтверждают то, что моллюски вида Tochuina используют магнитные поля через магниторецепцию. Во время проведения данных экспериментов не было обеспечено контроля над активацией катушки Рубенса при применении реверса магнитного поля. Поэтому существует вероятность, что тепло или шум, которые генерировались катушкой, были ответственными за то, что моллюски не выбрали какого-то конкретного направления, который при иных условиях был бы для них приоритетным. Дальнейшая работа с особями Tochuina не смогла идентифицировать любые нейроны, которые бы проявили быстрые изменения в своей работе, как результат влияния магнитных полей на них. Однако, нейроны в ножке (Pd5), содержащиеся в пределах ганглия у моллюска Tochuina, продемонстрировали постепенное изменение частоты активаций этих нейронов с тем, которая начинает проявляться через 30 минут магнитной стимуляции под действием катушки Рубенса. Дальнейшие исследования обнаружили, что нейроны, которые находятся в ганглии ножки моллюска Pd7, проявили признаки сдерживания, которое стало следствием 30-минутного воздействия на них магнитного поля, образованного катушкой Рубенса. В настоящее время (по состоянию на 2014 год) функция нейронов Pd5 и Pd7 остаётся невыясненной.

### Двукрылые
Дрозофила фруктовая является ещё одним представителем беспозвоночных, который может иметь способность к ориентированию с помощью магнитных полей. Экспериментальные методы исследований, такие как удаление отдельных генов, позволили лучше исследовать вероятность магниторецепции у этих плодовых мух. Разнообразные штаммы дрозофил были приучены реагировать на магнитные поля. Во время проведения преферентивного теста насекомых помещали в специальную конструкцию с двумя рукавами, обмотанными электрическим проводом. Ток проходил по каждой из этих «катушек», но лишь одна из них была настроена так, чтобы создавать магнитное поле силой в 5 Гс. Мухи, находящиеся в этой конструкции (в форме буквы Т), были протестированы на наличие у них врождённой способности распознавать присутствие магнитного поля в одном из рукавов, а также на то, как они реагировали на тренировки, направленные научить их распознавать магнитные поля, которое, в случае успешного выполнения задания, завершалось наградой в форме сахарозы. Немало таких штаммов мух проявили чувствительность к магнитному полю после проведения тренировок. Однако после удаления единственного криптохрома с гена Cry1 путём миссенс-мутации, или замены гена Cry, мухи теряют чувствительность к магнитным полям. Более того, если входное освещение фильтруют, пропуская лишь те световые волны, длина которых больше чем 420 нм, Drosophila тоже теряет свою способность распознавать магнитные поля. Такая реакция на фильтрацию освещения, вероятно, связана со световым рабочим спектром криптохрома мухи, диапазон которого составляет от 350 нм до 400 нм, а плато — от 430—450 нм. Исследователи ранее считали, что триада триптофанов в криптохроме является ответственной за наличие свободных радикалов, на которые магнитные поля могут иметь влияние, однако последние эксперименты с дрозофилами обнаружили, что триптофан может и не иметь никакого отношения к магниторецепции, связанной с криптохромами. Изменение или замена триптофанового протеина в результате не влечёт потери магниточувствительности у мух, которые имеют криптохром типа Cry1, или же криптохром, который можно найти и у позвоночных — Cry2. Таким образом, до сих пор остается невыясненным, каким образом криптохромы делают магниторецепцию возможной. В этих экспериментах было использовано магнитное поле силой в 5 Гс — в 10 раз больше, чем магнитное поле Земли. Дрозофилы не проявили способности реагировать на значительно более слабое земное магнитное поле.

## У птиц

### Домашние голуби
Домашние голуби с развитым инстинктом дома давно известны своей способностью использовать магнитные поля как часть своей сложной навигационной системы. Исследования Уильяма Китона показали, что домашние голуби — если искусственно и внезапно изменить их привычный распорядок дня (сместить во времени) — проявляют неспособность верно ориентироваться в пространстве при солнечной безоблачной погоде. Причиной этого считался тот факт, что обычно ориентирующиеся по солнцу голуби постепенно в течение дня корректируют свою пространственную ориентацию вместе с изменением положения солнца на небе, тогда как после принудительной задержки их утреннего вылета на улицу голуби оказались неспособными выполнить такую коррекцию. Однако, если голубей выпускали наружу со значительным опозданием, но при пасмурной, облачной погоде, их навигация работала безошибочно. Это привело к возникновению гипотезы, что в определённых условиях пространственное ориентирование у голубей «переключается» на восприятие магнитных полей. Дальнейшие эксперименты с магнитами, прикреплёнными к спинам голубей, показали, что нарушение способности птиц чувствовать магнитное поле Земли приводит к потере ориентации при пасмурной погоде. В магниторецепции у голубей задействованы два механизма: механизм на основе пары свободных радикалов, что проявляется через видение птицы («видимое магнитное поле»), и механизм магнитного компаса направления или склонения на основе магнетитов. Более поздние исследования показали, что голуби способны обнаруживать магнитные аномалии силой до 186 мкТл (1,86 Гс).
В выборочных испытаниях птиц обучали вскакивать на платформу на одном конце туннеля, если в нем отсутствовало магнитное поле, или на платформу на другом его конце, если магнитное поле присутствовало. В этом тесте птиц поощряли едой, а наказывали отсрочкой еды. Голуби проявили способность делать правильный выбор в 55—65 % случаев, что выше, чем можно было бы ожидать, если бы голуби просто угадывали, а не выбирали. Способность голубей выявлять магнитные поля можно ухудшить путём применения лидокаина — анестетика — на слизистой оболочке носа. Кроме того, расщепление тройничного нерва у голубя приводит к потере способности обнаруживать магнитные поля, тогда как расщепление обонятельного нерва такого влияния не имеет. Эти исследования позволяют предположить, что магнетит, расположенный в клюве голубя, может быть ответственным за магниторецепцию опосредованно, через тройничный нерв. Однако не нашлось доказательств того, что магнетит, размещённый в клювах голубей, может каким-то образом реагировать на столь слабое магнитное поле, каким является земное. А потому рецептор, ответственный за магнитную чувствительность у голубей, так и не был определён окончательно.
Кроме сенсорного рецептора магнитного поля у голубей исследовались также нейронные зоны, которые предположительно являются причастными к обработке мозгом информации о магнитных полях. К участкам мозга, в которых проявилось повышение активности как реакция на магнитные поля силой в 50 или 150 мкТл, относятся: задние вестибулярные нервные ядра, таламус, гиппокамп и зрительный гиперпаллий (англ. visual hyperpallium).
Как было указано выше, голуби первыми натолкнули людей на мысль о наличии магниторецепции у животных, которая может использоваться для навигации. А потому они были первоочередными объектами исследований, направленных на изучение и понимание механизмов магниторецепции. Однако точный механизм магниторецепции у голубей не был определён, поэтому до сих пор непонятно, полагаются ли голуби исключительно на рецептор (опосредованно через криптохром) или магнетит, содержащийся в клювах птиц.

### Домашние куры
Домашние куры имеют отложения железных минералов в дендритах верхней части клюва, благодаря чему являются способными к магниторецепции. Несмотря на то, что куры получают информацию о направлении движения из магнитного поля Земли, чтобы ориентироваться на относительно малых территориях, обрезание у них клювов ослабляет их способность ориентироваться в замкнутых разветвлённых системах или заходить и выходить из зданий в открытых системах со свободным выгулом.

### Другие птицы
Исследования последних лет показывают наличие магниторецепции у некоторых певчих птиц, например у зарянок, боболинков и белоглазок. Существует гипотеза, что магниторецепторная система представлена двумя механизмами, располагающимися в сетчатке глаза и в надклювье.

## У млекопитающих
Исследования с мышами, слепышами и летучими мышами обнаружили, что некоторые млекопитающие тоже имеют способность к магниторецепции. Если лесных мышей переместить куда-то за пределы их жилья и прилегающих территорий и при этом лишить любых визуальных и обонятельных ориентиров, они всё равно находят путь до своего дома (в данных экспериментах — клетки, в которой они проживали) — пока в их клетки не применят инвертированное магнитное поле (тогда они теряют все ориентиры и не могут найти пути домой). Однако, если эти же самые мыши получают доступ к визуальным ориентирам, они способны найти путь домой, несмотря на инвертированное магнитное поле. Это означает, что лесные мыши для ориентации в пространстве используют магнитные поля, при условии, что нет больше никаких других ориентиров, кроме данного. Однако все эти исследования подвергались значительной критике из-за трудностей, связанных с необходимостью полного устранения всех сенсорных ориентиров, а также учитывая тот факт, что в некоторых из этих экспериментов магнитное поле меняли ещё до начала тестирования, вместо того, чтобы менять его уже в ходе эксперимента. Поэтому, учитывая время активации магнитных полей, результаты данных экспериментов не дают окончательного и однозначного подтверждения того, что лесные мыши используют магниторецепцию для ориентации в пространстве при условии отсутствия других ориентиров.
Исследования, которые проводились с подземными млекопитающими, вид Fukomys amatus семейства землекоповых, привели к выводам, что эти животные используют магнитные поля как компас, который помогает им находить места расположения своих гнёзд. В противовес исследованиям с лесными мышами, замбийские слепыши (Fukomys amatus) не проявили никакого изменения поведения при наличии или отсутствии визуальных ориентиров, таких как солнечный свет, например. Этот результат объясняли подземным способом жизни грызунов. Дальнейшие исследования магниторецепци у этого вида землекопов привели к выводу, что при пребывании грызуна в сильном магнитном поле повышается нервная активность в верхнем холмике его мозга, что проявилось в форме активации непосредственных ранних генов. Уровень активности нейронов на двух уровнях верхнего бугорка мозга — во внешнем подслое непосредственного серого слоя и в более глубоком сером слое — поднялся в неспецифический способ в момент, когда грызуны подвергались воздействию различных магнитных полей. Однако, в случае с внутренним подслоем непосредственного серого слоя (InGi), было два или три кластера клеток, что проявили активность. И чем больше времени грызуны подвергались воздействию магнитного поля, тем сильнее была реакция непосредственных ранних генов внутри InGi. Зато, если грызунов помещали в магнитное поле и окружали барьером, который пропускал лишь незначительную часть магнитной энергии, в мозге животных активировались лишь несколько разбросанных, единичных клеток. Поэтому было сделано заключение, что у млекопитающих верхний бугорок мозга является важной для обработки магнитной информации нервной структурой.
Существует вероятность, что летучие мыши тоже используют магнитные поля для пространственного ориентирования. В то время как ученым известно, что летучие мыши используют эхолокацию для навигации на коротких дистанциях, остаётся непонятным, как они ориентируются на дистанциях значительно бо́льших. Если вида летучей мыши Eptesicus fuscus забрать из его домашнего ареала и поместить в магнитное поле, сдвинутое на 90 градусов по часовой стрелке или против нее относительно магнитного севера, они оказываются дезориентированными, и, пытаясь найти путь домой, летят в ложном направлении. Поэтому представляется вероятным, что летучие мыши Eptesicus fuscus имеют способность к магниторецепции. Однако реальный механизм влияния магнитных полей на летучих мышей остаётся невыясненным, поскольку магнитное поле для них может работать либо как карта, компас, или же как калибратор компаса. Более поздние исследования, которые проводились над другим видом летучих мышей (Myotis myotis, обнаружили некоторые признаки, что поддерживают гипотезу, по которой летучие мыши используют магнитные поля только как калибратор компаса, тогда как основным компасом для них является солнце.
Рыжие лисицы (Vulpes vulpes) могут использовать магниторецепцию во время охоты на мелких грызунов. Когда они выполняют свои наскоки на мелких жертв, таких как мыши или полевки, чаще они прыгают в северо-восточном компасном направлении. Кроме того, среди успешных атак преобладает именно северное направление, тогда как нападения во всех других направлениях завершаются безуспешно.
Существуют также свидетельства, которые позволяют говорить о присутствии магниторецепции и у крупных млекопитающих. Во время отдыха или питания на пастбище крупный рогатый скот, так же как и косуля европейская (Capreolus capreolus) и благородный олень (Cervus elaphus), обычно выравнивают свои тела вдоль юго-северного (N-S) направления. Поскольку ветер, солнце и наличие возвышенностей и их склонов можно было исключить из этого исследования, как общие, вездесущие факторы, — только выравнивание тел животных вдоль вектора магнитного поля могло дать наиболее вероятное объяснение для наблюдаемого поведения животных. Однако, несмотря на описательную суть этого исследования, нельзя было исключить и другие возможные альтернативные объяснения (например, солнечный компас). В следующем, связанном исследовании, учёные проанализировали направления тел жвачных животных в местностях, в которых геомагнитное поле возмущается высоковольтными линиями; целью этого исследования было определение того, каким образом локальные вариации в магнитных полях могут повлиять на ориентационное поведение животных. Наблюдения и расчёты проводились на основе спутниковых снимков и аэрофотографий стад скота, а также полевых наблюдений за оленями на пастбищах. Пространственная ориентация тел обоих видов была нерегулярной под или вблизи высоковольтных линий. Более того, скот, который оказывался под воздействием различных магнитных полей непосредственно под линиями электросетей или неподалеку от них, устремляясь в различных магнитных направлениях, образовывал своим расположением вполне отчётливые узоры. Такой эффект возмущения высоковольтных линий исчезал с увеличением расстояния от них. Однако, в 2011 году группа чешских учёных сообщила о неудачной попытке, используя разнообразные снимки из Google Earth, воспроизвести результаты упомянутых исследований.

### У людей
Кости, которые могут взаимодействовать с магнитным полем, были обнаружены у человека в области носа, а именно — клиновидная пазуха и решётчатый лабиринт. В конце 1970-х годов исследовательская группа Робина Бэйкера из Манчестерского университета начали проводить эксперименты, направленные на выявление признаков магниторецепции у человека: людей в этих экспериментах дезориентировали, после чего задавали вопросы относительно определённых направлений; ответы испытуемых были более точными, если к их голове не прикрепляли магнит. Другие учёные позже утверждали, что они не могут воспроизвести эти же результаты в подобных экспериментах. Несколько иные показания относительно наличия магниторецепции у людей появились в результате исследований 2007 года: оказалось, что низкочастотные магнитные поля могут создавать вызванный потенциал в головном мозге человека.
Магниторецепция у людей может быть создана искусственно — через магнитные имплантаты и внешние, непостоянные, искусственные «органы» чувств. Однако такой подход не даёт почти никакой информации о врождённой способности людей к магниторецепции.
Стоит заметить, что в человеческом глазу был обнаружен магниточувствительный протеин — криптохром-2. Однако до сих пор не выяснено, функционирует ли этот протеин у людей таким же образом, как и у дрозофил, и может ли он использоваться для магниторецепции.
Исследования электроэнцефалограмм, проведённые в 2019 году показали, что мозг человека способен реагировать на изменения магнитного поля.

#### Допустимые уровни магнитного поля
Воздействие статического магнитного поля на человека изучалось Международной комиссией по защите от неионизирующей радиации. Допустимым воздействием на рабочих местах было принято считать такой уровень магнитного поля, при движении в котором у людей не возникает головокружения и тошноты. Допустимый уровень воздействия на рабочих местах устанавливался 200 мТл (средневзвешенное значение) в течение рабочего дня, при максимально допустимом уровне 2 Тл. Для населения был установлен уровень продолжительного воздействия в 40 мТл.
В России предельно допустимые уровни постоянного магнитного поля (а также электростатического поля и электромагнитных полей в широком диапазоне частот) устанавливают санитарно-эпидемиологические правила и нормативы СанПиН 2.2.4.1191-03 «Электромагнитные поля в производственных условиях».

## Проблемы
Самой значительной проблемой, которая влияет на верификацию магнитного чувств у животных является то, что, несмотря на более чем 40 лет исследований явления магниторецепции, всё ещё не был идентифицирован сенсорный рецептор. Принимая во внимание то, что целая рецепторная система могла бы поместиться в один кубический миллиметр, и при этом иметь магнитное содержимое размером менее чем один ppm, становится очевидным, что выделить те части мозга, которые могли бы обрабатывать такую информацию, чрезвычайно трудно. У различных организмов в механизме магниторецепции был задействован рецептор, который получает информацию через криптохромы. В то же время магнетитовая система оказалась релевантной для магниточувствительности птиц. Более того, существует возможность, что оба эти механизма одновременно играют определённую роль для выявления магнитных полей организмами животных. Такая теория дуалистического механизма в случае с птицами вызывает много вопросов, в частности: если этот механизм действительно отвечает за магниторецепцию у птиц, то насколько каждый отдельный метод отвечает за трансдукцию внешних стимулов, и каким образом они вызываются к образованию сигнала, который может быть интерпретирован мозгом птицы, и который является следствием воздействия настолько слабого магнитного поля Земли.
Кроме того, остаётся неясной конкретная задача, которую выполняет магниторецепция в навигации животных. Представляется, что некоторые животные используют своё магнитное чутьё как карту, компас, другие — как калибратор компаса. Такой метод компаса даёт возможность животным не только определять северное направление, но и придерживаться конкретного, неизменного направления во время миграций. Хотя способность чувствовать направление движения является важной для миграционной навигации, немало животных могут фиксировать также и незначительные колебания в магнитном поле Земли, и на основе полученной информации вычислять координатные карты с точностью до нескольких километров, а то и ещё более точные. Например, считается, что птицы, такие как почтовый голубь, используют магнетит, который содержится в их клювах, для выявления магнитных указателей; следовательно, информация, которую они получают таким образом из магнитных полей, вероятно, является своеобразной картой местности. Однако существуют альтернативные версии относительно магниторецепции у голубей, за которыми эти птицы используют криптохромовый рецептор, который посылает в мозг информацию в форме зрительных (визуальных) сигналов, — как компас.
Задачи, которые выполняет магниторецепция у птиц и других животных, могут быть различными, однако они трудно поддаются исследованию, да и сами признаки магниторецепции остаются слабыми. В многочисленных экспериментах, которые проводились с целью исследования этого явления, учёные использовали  магнитные поля более мощные, чем магнитное поле Земли. В отдельных исследованиях, таких как эксперименты с моллюском Tritonia, использовались электрофизиологические данные, получаемые из одного или двух нейронов, тогда как много других опытов проводились даже без этого.